# Kavanayen
Kavanayen (Santa Teresita de Kavanayen) es una comunidad indígena venezolana habitada por el pueblo pemón. Se localiza dentro de los linderos del parque nacional Canaima en el Municipio Gran Sabana del Estado Bolívar, en la Cuenca Alta del Río Caroní. Los misioneros capuchinos fundan a Kavanayen el 5 de agosto de 1943, las edificaciones del poblado son construidas con la técnica desarrollada por los misioneros con piedra sacada de la zona. Esta región es de una gran fragilidad por las condiciones de sus ecosistemas y fue decretada por la UNESCO como Patrimonio Natural de la Humanidad.

## Etimología

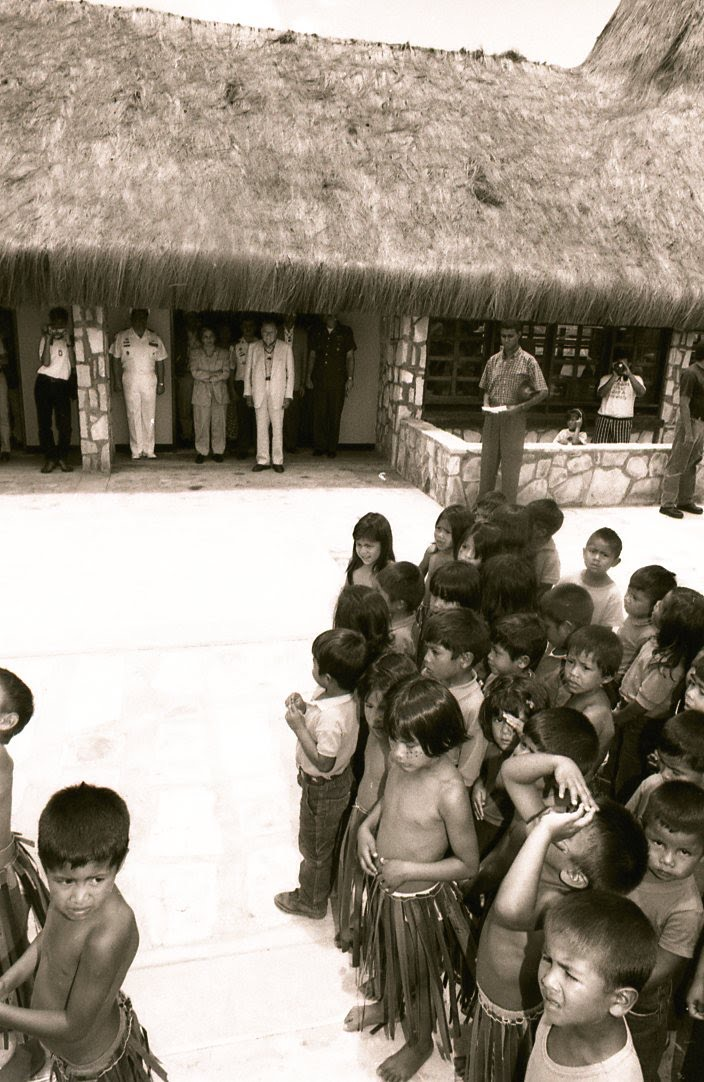
El presidente Rafael Caldera y su familia, durante una visita a las comunidades pemonas de Kavanayen, en 1998.

Kavanayen es un nombre auténticamente pemón, etimológicamente Kavana-yen = Kavanru-yen cuyo significado es “lugar de gallitos de sierra” (Kavanaru = rupicula) (Rupicola peruviana). Adicionalmente es el nombre de una quebrada que se forma en el declive sur de la meseta en las estribaciones del Sororopantepui, terminal por este lado de la sierra de Lema.

## Cronología
eventos significativos en Kavanayen:
- 1940: 9 de abril. Llega a Luepá el P: Benigno de Fresnellino con grandes proyectos para el nuevo Centro que sustituya al de Luepá.
- 1942: julio. Se inician las expediciones para buscar un sitio donde trasladar el Centro Misional de Luepá, pues se hace insostenible el automantenimiento, por la pobreza del suelo.[11] Se elige a Kavanayen como lugar del nuevo enclave.
- 1942: 3 de agosto. Llega el P. Cesáreo de Armellada, con varios indígenas a Kavanayen, residenciándose allí y comenzando las obras de infraestructura. El 11 de agosto marca la pista de aterrizaje de 700 x100, y el 15 de septiembre inicia el primer edificio de la Misión, compuesto de paja y adobes crudos.
- 1942: A finales de este año ya se encuentra el P. Víctor de Carbajal en Kavanayen. Había llegado al Vicariato el 25 de marzo de ese año y el 7 de septiembre estaba ya en Luepá . Es uno de los grandes artífices de las diversas construcciones y obras existentes actualmente en Kavanayen. Continuó en gran parte obras proyectadas por el P. Benigno de Fresnellino.
- 1943: mayo. El P. Cesáreo deja Kavanayen, habiendo llegado al Vicariato en marzo de 1933.
- 1943: 5 de agosto. Se funda oficialmente el Centro Misional de Santa Teresita de Kavanayen, compuesto por un edificio para los Misioneros, otro para las Misioneras -ambos de bahareque-, y en medio la Capilla, con paredes de piedra. Ya desde el 24 de julio las Hermanas y todo el Centro de Luepá se había trasladado a Kavanayen.
- 1943: 10 de octubre. El P. Víctor de Carbajal es nombrado superior y cuasipárroco de Kavanayen, encargándose de las obras que hay que realizar y reformar (edificios de los internados, ampliación de la pista de aterrizaje, laguna artificial, molino de viento, turbina hidroeléctrica, radioemisora... ).
- 1944: 1 de enero. Mons. Gómez Villa erige a Kavanayen en Cuasiparroquia, y en febrero de ese año al Santuario en la iglesia principal de dicha Cuasiparroquia.
- 1945: 16 de enero. Comienza a construirse el Santuario de Santa Teresita de Kavanayen, así como otros edificios de piedra de la Misión.
- 1945: 18 de mayo. Se abre la escuela para adultos.
- 1949: Comienzan a construirse las casas de piedra de los indígenas pemones.
- 1949: julio. Va el P. Bienvenido de Villacidayo (luego Mons. Mariano Gutiérrez, tercer obispo del Vicariato del Caroní) a Kavanayen a pintar el lienzo que está detrás del altar mayor.
- 1951: 16 de julio. Inauguración oficial del Santuario de Kavanayen.
- 1955: 7 de octubre. Bendice Mons. Gómez Villa la recién terminada turbina hidroeléctrica, primera del Estado Bolívar.
- 1957: Se inicia carretera hacia Chinadai, y prolongada en 1979 con ayuda de la CVG hasta la carretera principal de Santa Elena en el km. 147.
- 1957: Se construye el radiofaro, atendido por los Misioneros hasta 1985.
- 1958: Se construye la escuela para externos, aunque ya desde el comienzo se les educaba. 1960 Se construye el lavadero público y tanque de 20.000 litros.
- 1974: Se construye el acueducto que trae el agua desde el Saltovento en el Pemuntún al poblado. Antes el agua era impulsada por un molino de viento y después por una bomba.

## Lugares de interés turístico en zona de Kavanayen
En la carretera a Kavanayen los principales sitios de interés son: San Luis de Avarkay (los turistas acampan allí), salto Toron, Iboribo (o Liwo-Riwo), salto Aponwao, Chivatón, Mantopay, Kavanayen y salto Karuai. Sitio de interés cultural importante para el turismo, es la Misión de Kavanayen.